# Marc Müller-Kaldenberg

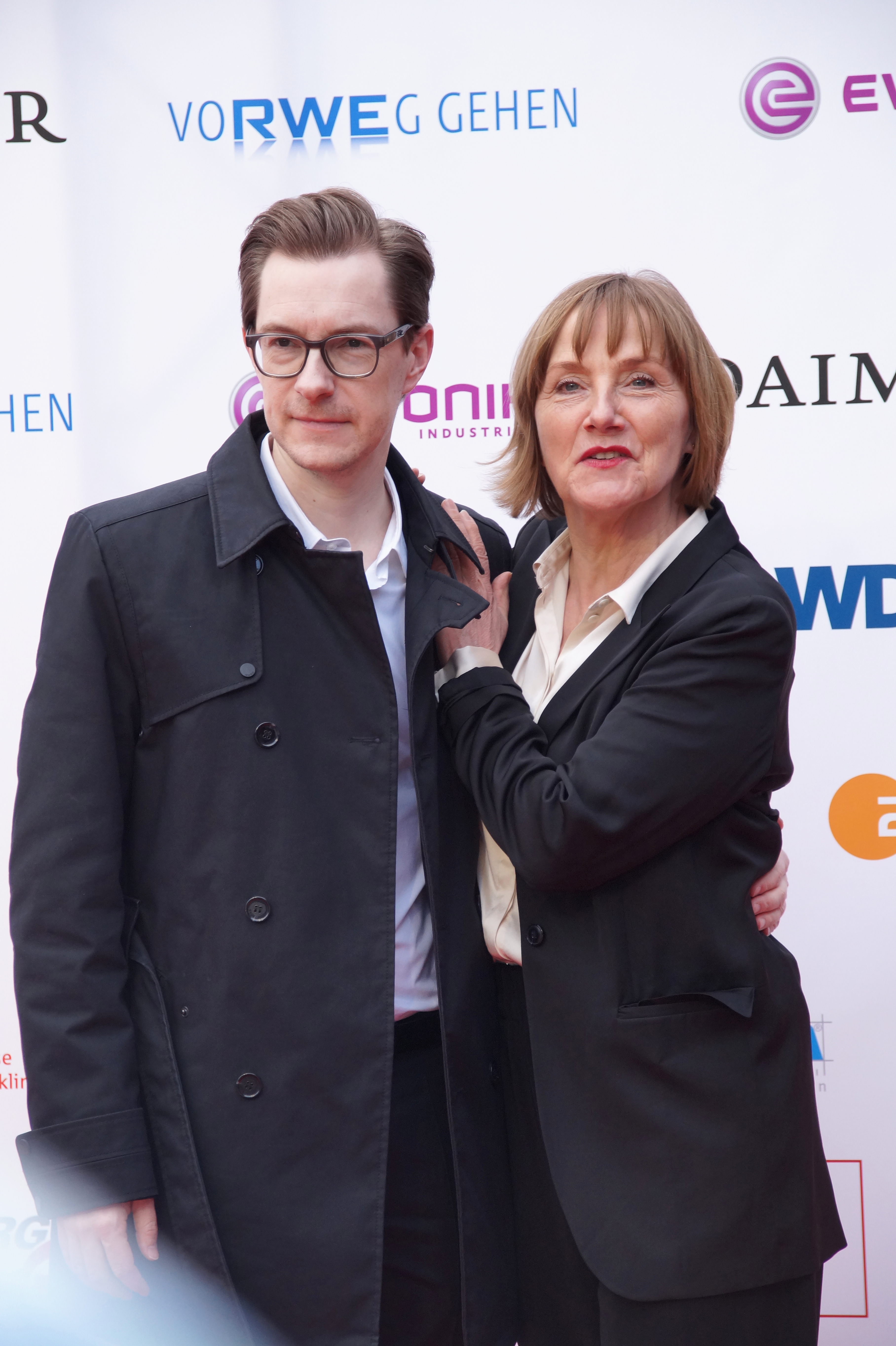
Marc Müller-Kaldenberg mit Ruth Reinecke bei der Verleihung des Grimme-Preises 2016

Marc Müller-Kaldenberg (* 1972 in Quierschied im Saarland) ist ein deutscher Fernsehproduzent. Seit 2012 fungiert er als Geschäftsführer der Zieglerfilm Baden-Baden.

## Berufliche Tätigkeiten
Marc Müller-Kaldenberg studierte von 1994 bis 1999 Rechtswissenschaft an der Universität Tübingen. Von 1999 bis 2006 sammelte er als Aufnahmeleiter bei Fernsehfilmen, -Serien und Industriefilmen erste Filmerfahrung. Nebenbei studierte er an der Filmakademie Baden-Württemberg das Studienfach Produktion. Seine Studienschwerpunkte waren Stoffentwicklung/Creative Producing und Serienformate. „Die Bar“ von Claudia Holz war sein Abschlussfilm gewesen. Seit 2006 arbeitet er als Producer, seit 2011 ist er Produzent bei Ziegler Film Berlin und seit 2012 Geschäftsführer der Zieglerfilm Baden-Baden.

## Filmografie (Auswahl)
- 2008: Der Besuch der alten Dame
- 2009: Schaumküsse
- 2009: Tango im Schnee
- 2012: Komm, schöner Tod
- 2013: Die Holzbaronin
- 2010, 2013: Weissensee
- 2014: Die Toten von Hameln
- 2014: Konrad & Katharina
- 2014: Wir tun es für Geld
- 2015: Süßer September
- 2016: Tatort: Fünf Minuten Himmel
- 2016: Bergfried
- 2017: Die Freibadclique
- 2022: Tatort: In seinen Augen
- 2023: Tatort: Aus dem Dunkel
- 2025: Sie glauben an Engel, Herr Drowak?